# 南阁村
南阁村又作南閤村，为位于中国浙江省温州市乐清市仙溪镇的一个章姓聚居村落，为明代直臣章纶的故里。1991年，被浙江省人民政府批准为省级历史文化保护区。2001年，村内的南閤牌楼群被中国国务院列为第五批全国重点文物保护单位。2010年，南閤村被国家住建部列入第五批中国历史文化名村。